# فرانك هاريس
فرانك هاريس (بالإنجليزية: Frank Harris)‏ (17 ديسمبر 1899 بلانكشر في المملكة المتحدة - 1 يناير 1983) هو لاعب كرة قدم بريطاني (وحمل سابقاً جنسية المملكة المتحدة لبريطانيا العظمى وأيرلندا) في مركز الدفاع. لعب مع مانشستر يونايتد.